# Molophilus talamancensis
Molophilus talamancensis är en tvåvingeart som beskrevs av Alexander 1947. Molophilus talamancensis ingår i släktet Molophilus och familjen småharkrankar.
Artens utbredningsområde är Costa Rica. Inga underarter finns listade i Catalogue of Life.